# Preis der beleidigten Zuschauer
De Preis der beleidigten Zuschauwer (Nederlands: Prijs der beledigde kijkers) was een door de Duitse televisierecensent Augustus Hofmann bedachte mediaprijs, namens het Netzwerk kritischer Fernsehzuschauer ("netwerk van kritische televisiekijkers"). De jaarlijkse prijs werd uitgereikt ter ere van "buitengewone onbeschaamdheid van een individuele televisiewerker of een instelling die verantwoordelijk is voor de programmering". De prijs werd aangeboden door Hofmanns Verlag. De jaarlijkse prijsuitreiking op de Frankfurter Buchmesse kreeg regelmatig media-aandacht dankzij de mediaconnecties van Augustus Hofmann.
De prijs werd tussen 1989 tot 2008 jaarlijks uitgereikt, en was erop gericht televisieproducenten te manen om televisiekijkers serieus te nemen. Voor het bepalen van de winnaar konden televisiekijkers vooraf stemmen op de genomineerde. De trofee heette Watchdog en leek op een vis. Karl Dall, Die Sendung mit der Maus en Oliver Pocher waren de enige winnaars die de prijs ook daadwerkelijk zelf in ontvangst namen. De reden waarom de prijs sinds 2009 niet meer wordt uitgereikt, is niet bekend.

## Prijswinnaars
| Jaar | Prijswinnaar                                          | Reden |
| ---- | ----------------------------------------------------- | --- |
| 1989 | Wim Thoelke                                           | Omdat hij de kijkers van zijn programma gevraagd had om het volksliedje Du, du liegst mir im Herzen te zingen, en hierbij had gezegd dat "de kijkers af en toe moeten worden ontroerd". |
| 1990 | ARD en ZDF                                            | Voor hun motto "Bei ARD und ZDF sitzen Sie in der ersten Reihe" (bij ARD en ZDF zit u op de eerste rij). Het moet aan de kijkers zelf worden overgelaten waar ze willen zitten. De eerste rij is tenslotte sowieso niet de beste. |
| 1991 | Die Sendung mit der Maus                              | Omdat het programma vaak moet wijken voor een programma voor volwassenen - en een programma voor volwassenen heeft in Duitsland nog nooit voor een kinderprogramma hoeven wijken. |
| 1992 | Linda de Mol                                          | Omdat ze zich bij een stunt door een stuntvrouw liet vervangen, maar beweerde dat ze het zelf had gedaan |
| 1993 | Karl Dall                                             | Door vrouwonvriendelijke uitspraken. In zijn programma Jux und Dallerei zei Dall tegen federaal minister van Arbeid Norbert Blüm: "We kunnen allebei nog steeds op de jonge vrouwen schieten!" |
| 1994 | Helmut Thoma                                          | Voor het als "Kukident" betitelen van kijkers boven de 50, en voor zijn plannen om het aandeel van 50-plussers in de kijkcijfers van RTL te verminderen. |
| 1996 | Marijke Amado                                         | Omdat ze kinderen verkleed had als "seksobjecten". |
| 1997 | Margarethe Schreinemakers                             | Omdat ze gebedsgenezers en sjamanen een platform gaf, en onder andere in haar show Schreinemakers TV (RTL) receptvrij herstel via de afstandsbediening beloofde. |
| 1998 | heute                                                 | Voor het uitzenden van beelden waarin een persoon gewelddadig om het leven kwam. De uitzending van 19:00 uur op 27 augustus 1998 toonde hoe soldaten in de Congolese burgeroorlog een man die weerstand bood in de rivier gooiden en hem van bovenaf doodschoten. |
| 1999 | Ottfried Fischer                                      | Voor de discriminatie van oudere kijkers. In de vierde aflevering van zijn programma "Fischers" discrimineerde Fischer oudere kijkers met de opmerking "Mallorca is de 17e Duitse deelstaat en hier brengen de gepensioneerden van Duitsland hun laatste winter door". |
| 2000 | Jürgen Möllemann                                      | Omdat hij een optreden van een politiek talkshow afzegde, zogenaamd vanwege strategische verkiezingsdiscussies, maar in plaats daarvan het Big Brother-huis bezocht. |
| 2001 | Gloria von Thurn und Taxis                            | Voor het commentaar in het ARD-programma Friedman: Afrika hat Probleme nicht wegen fehlender Verhütung. Da sterben die Leute an AIDS, weil sie zu viel schnackseln. Der Schwarze schnackselt gern. ("Afrika heeft geen problemen door gebrek aan anticonceptie. Mensen sterven aan aids doordat ze te veel seks hebben. De zwarte houdt van seks.") |
| 2002 | Johannes B. Kerner                                    | Voor wangedrag bij het rapporteren over de schietpartij in Erfurt. Op de dag van het bloedbad op de Erfurtse school haastte Kerner haastte zich naar de plaats delict. Hij wilde van een elfjarige (die kort daarvoor geconfronteerd was met het lijk van een leraar) horen wat hij had gezien in Gutenberg-Gymnasium: Nun bist du elf Jahre alt, und wir wollen von einem Elfjährigen nicht verlangen, dass man sich sozusagen große Gedanken in einem großen Zusammenhang macht, aber wenn du sagst, du hast dir Gedanken gemacht, welche waren das? ("Nu ben je elf jaar oud, en we kunnen van een elfjarige niet verwachten dat je zogezegd grote gedachten in een brede context hebt, maar als je zegt dat je gedachten had, wat waren die gedachten dan?")    |
| 2003 | Helmut Kohl                                           | Voor zijn verklaring over de CDU-donatieaffaire aan een verslaggever van het actualiteitenprogramma Panorama: Die Gelder sammle ich, um das nötige Geld zu haben, um jetzt eine große Untersuchung anzustellen über die Vaterlandsverräter und Leugner der Deutschen Einheit. Etwa bei bestimmten Machenschaften der ARD. ("Dat geld zamel ik in om voldoende geld te hebben om nu een groot onderzoek te doen naar de verraders van het vaderland en de ontkenners van de Duitse eenheid. Zoiets als de intriges van de ARD.") |
| 2004 | Ruth Moschner, Oliver Welke und Gaby Köster           | Voor de slechte manieren die gemeengoed zijn geworden op televisie. |
| 2005 | Die Super Nanny Katharina Saalfrank                   | Voor het schenden van de waardigheid van kinderen door ze te tonen in extreme situaties. |
| 2006 | Harald Schmidt                                        | Voor kritiek op zijn collega's zonder namen te noemen. Letterlijk zei hij: Auch die übelsten Pfeifen, die der Menschheit die Zeit stehlen, tauchen ja immer wieder auf. ("Zelfs de grootste prutsers, die de mensheid van hun tijd beroven, blijven maar opduiken"). En verder: Sagen Sie mir mal einen, der in den letzten zehn Jahren endgültig verschwunden ist. Es gibt keinen. Ansonsten, wenn sie nicht gerade kleine Kinder fressen, sind sie unkaputtbar. ("Noem er ééntje die de afgelopen tien jaar definitief is verdwenen. Die is er niet. En verder, zolang ze geen kleine kinderen opeten zijn ze niet kapot te krijgen.") Schmidt kreeg de prijs onder voorwaarde dat hij de prijs zou doorgeven aan de grootste tv-prutser, of hem zelf zou houden. |
| 2007 | Het Organisatiebureau van de Deutschen Fernsehpreises | Voor het betalen van fans om naar de prijsuitreiking 2006 in Keulen-Ossendorf te komen. |
| 2008 | Oliver Pocher                                         | Voor zijn optreden bij de inhuldiging van het Duitse nationale voetbalteam aan de Brandenburger Tor na hun nederlaag in de finale van het Europees kampioenschap voetbal 2008 tegen Spanje, waar hij voorovergebogen als een aap over het podium liep en zei: Wie geh’n die Spanier? So geh’n die Spanier, die Spanier gehen so. (“Hoe lopen de Spanjaarden? Zo lopen de Spanjaarden, de Spanjaarden lopen zo.") |